# Антеф I
Антеф I е един от древните египетски фараони. Произлиза от единадесетата династия от първия междинен период и е първият владетел от нея приел титлата фараон. Син е на Ментухотеп I.